# Crystallize
Crystallize — це пісня у виконанні американської дабстеп-скрипальки Ліндсі Стерлінг із її однойменного альбому — Lindsey Stirling. Пісня вперше була видана у форматі музичного відеокліпу 22 лютого 2012 року. Відеокліп виявився надзвичайно успішним, отримавши понад 42 мільйони переглядів до кінця року, а також досягши 8-ї сходинки серед всіх відео за кількістю переглядів на YouTube за 2012 рік. Пісня з'являлася на трьох чартах Billboard і, згідно з інформацією SoundScan, до квітня 2013 року досягла числа у 234 000 продаж у цифровому форматі.

## Відеокліп
Музичний відеокліп на цю пісню був знятий у замках з льоду у Сільверторні, Колорадо. Він отримав понад 42 мільйони переглядів і досяг 8-ї позиції за кількістю переглядів серед всіх відео на YouTube за 2012 рік. З часу випуску «Crystallize», популярність Ліндсі Стерлінг значно зросла, а цей відеокліп є найпопулярнішим кліпом скрипальки зі всіх, виставлених на її каналі на YouTube. Станом на початок 2014 року кліп мав понад 80 мільйонів переглядів.

## Список треків
| #  | Назва         | Тривалість |
| -- | ------------- | ---------- |
| 1. | «Crystallize» | 5:00       |

## Чарти
| Чарт (2012)                              | Пікова позиція |
| ---------------------------------------- | -------------- |
| Billboard Dance/Electronic Digital Songs | 17             |
| Billboard Dance/Electronic Songs         | 28             |
| Billboard Classical Digital Songs        | 1              |

### Річні чарти
| Чарт (2012)                      | Пікова позиція |
| -------------------------------- | -------------- |
| Billboard Dance/Electronic Songs | 78             |